# Trường trung học Nauru

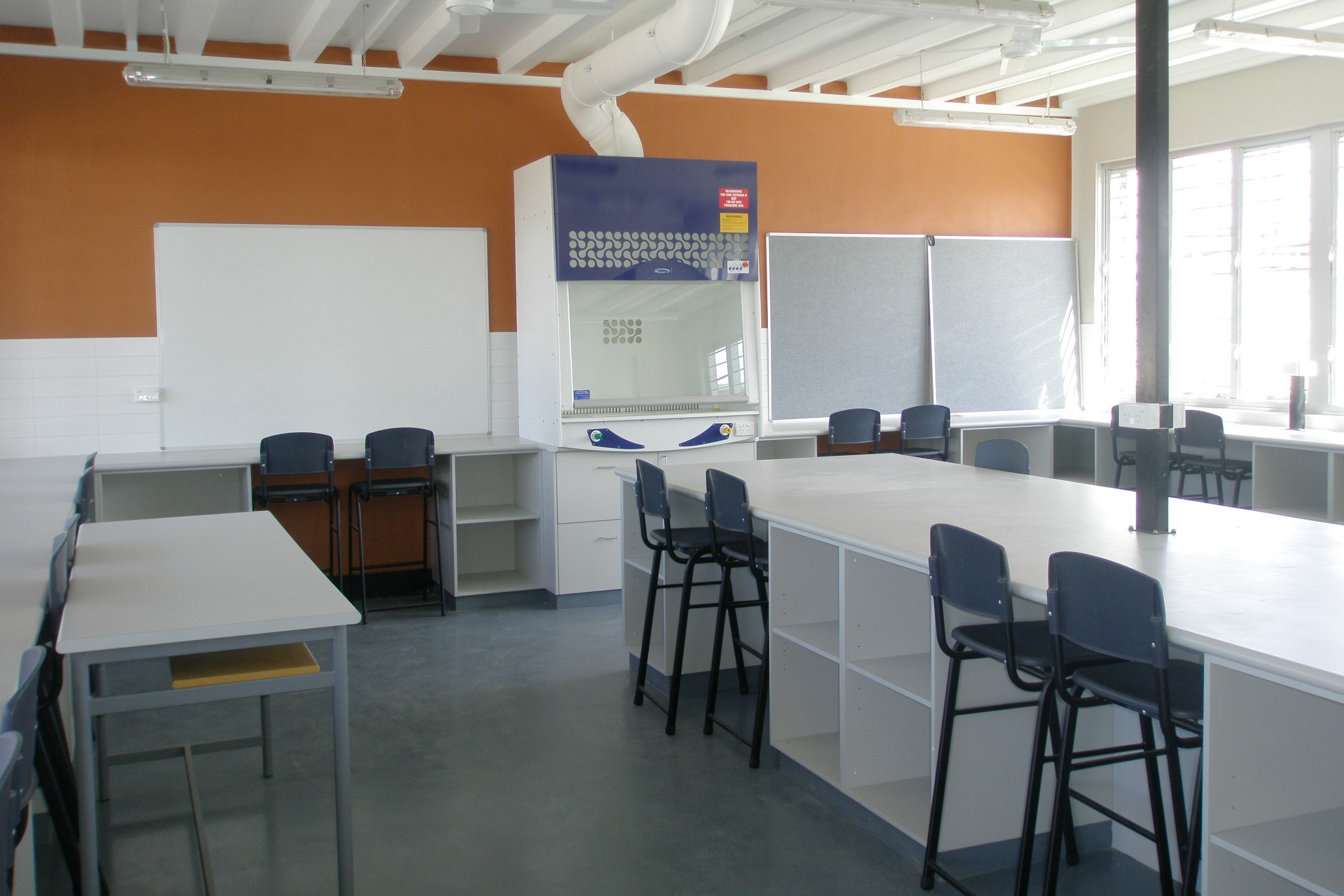
Một phòng học tại Trường Trung học Nauru sau khi được tân trang lại như một phần trong gói viện trợ của Úc cho đảo quốc này.

Trường trung học Nauru (NSS) là một trường trung học phổ thông ở Quận Yaren, Nauru, nằm trong Làng học tập Nauru, cùng với Cơ sở tại Nauru của Đại học Nam Thái Bình Dương và Trung tâm Đào tạo Giáo dục Nghề nghiệp & Kỹ thuật Nauru. Nó phục vụ cho học sinh ở các lớp 10-12 và giai đoạn cuối của chương trình giáo dục trung học ở Nauru. Tính đến  năm 2002 nó dành cho học sinh từ năm lớp 8 đến 12. Nơi đây sử dụng chương trình giảng dạy của Queensland, Úc.
Trong những năm 1950, nó phục vụ cho học sinh lớp 4 và lớp 5, và một tòa nhà mới được mở vào năm 1954. Reuben Kun, người đã viết một bài báo về hệ thống trường đại học của Nauru, nói rằng trong thời kỳ đó, số lượng học sinh tại trường đã tăng lên một cách không lường trước được. Trường có các lớp dạy tiếng Nauru vào khoảng những năm 1960 và 1970.  Năm 2013, nó trở thành một trường được công nhận ở Queensland.
Trường cũng có một thư viện.